# Memphis pasibula
Espèce
Memphis pasibula est une espèce d'insectes lépidoptères (papillons) de la famille des Nymphalidae, de la sous-famille des Charaxinae et du genre Memphis.

## Dénomination
Memphis pasibula a été décrit par Edward Doubleday en 1849 sous le nom initial de Paphia pasibula.
Synonyme : Anaea pasibula; Röber, 1916.

## Description
Memphis pasibula est un papillon aux ailes antérieures à bord costal bossu, apex pointu en crochet, bord externe concave près de l'apex et bord interne très concave.
Le dessus est très foncé presque noir.
Le revers est marron et simule une feuille morte.

## Écologie et distribution
Memphis pasibula est présent en Colombie et au Venezuela,.

### Protection
Pas de statut de protection particulier.